# 얼베르트 플로리안
얼베르트 플로리안(헝가리어: Albert Flórián, 1941년 9월 15일 ~ 2011년 10월 31일)은 헝가리의 전직 축구 선수 겸 감독으로 선수 시절 포지션은 공격수였다.

## 선수 시절

### 클럽
1958년 헝가리 리그 명문 구단인 페렌츠바로시 TC에 입단하며 프로에 입문한 후 1974년 은퇴할 때까지 16년 동안 한팀에서만 활동했고 이 기간동안 공식전 409경기에 출장하여 294골을 터뜨리는 맹활약을 펼치면서 팀의 리그 4회 우승, 1965년 인터시티스 페어스컵 우승, 1972년 헝가리컵 우승, 1955-56년 UEFA 챔피언스리그 8강 진출에 공헌했으며 또한 3번의 헝가리 리그 득점왕, 2번의 헝가리 올해의 선수상, 1965년 인터시티스 페어스컵 득점왕, 1965-66년 UEFA 챔피언스리그 득점왕, 1967년 발롱도르 수상 등으로 최고의 전성기를 보냈다.

### 국가대표팀
1959년 A대표팀에 처음으로 승선한 이후 1974년까지 15년 동안 국제 A매치 통산 75경기에서 31골을 터뜨리는 기염을 토하면서 헝가리의 1960년 하계 올림픽 동메달, 1962년 FIFA 월드컵과 1966년 FIFA 월드컵 8강에 기여했고 특히 1962년 FIFA 월드컵에서는 4경기에서 4골을 터뜨리면서 브라질의 가힌샤와 바바, 칠레의 레오넬 산체스, 세르비아의 드라잔 예르코비치, 소련의 발렌틴 이바노프와 함께 공동 득점왕에 오르면서 이 대회 최우수 신인상을 수상했다. 
그리고 1966년 FIFA 월드컵에서는 비록 1골도 넣지 못했지만 잉글랜드의 바비 찰턴, 독일의 우베 젤러와 프란츠 베켄바우어 그리고 포르투갈의 에우제비우 등과 함께 이 대회 올스타팀에 선정되는 영광을 안았으며 이외에도 UEFA 유로 1964, UEFA 유로 1972에도 출전하였으나 득점을 기록하지는 못했으며 결국 1974년을 끝으로 국가대표팀 은퇴를 선언했다.

## 은퇴 이후
선수 생활을 마감한 후 1978년 리비아 프리미어리그의 알아흘리 SC의 사령탑으로 내정되어 1982년까지 4년 동안 팀을 맡았으며 이후 잠시 사령탑 자리에서 물러났다가 1985년 다시 알아흘리의 감독으로 현장에 복귀하여 팀의 1984-85 시즌 리그 4강 및 1985년 리비아컵 우승을 지휘한 후 다시 감독직에서 물러났다. 그리고 2011년 10월 31일 수술의 후유증으로 일어난 심장 발작으로 인해 헝가리의 수도 부다페스트에서 향년 70세를 일기로 생을 마감했다.

## 수상

### 클럽
페렌츠바로시
- 인터시티스 페어스컵 1회 우승 (1965)
- 헝가리 리그 4회 우승 (1963, 1964, 1967, 1968)
- 헝가리 컵 1회 우승 (1972)
- UEFA 챔피언스리그 득점왕 1회 수상 (1955-56)

### 개인
- 헝가리 리그 득점왕 3회 수상 (1960, 1961, 1965)
- 1962년 FIFA 월드컵 득점왕 수상
- 1966년 FIFA 월드컵 올스타팀
- 헝가리 올해의 축구 선수 2회 선정 (1966, 1967)
- 인터시티스 페어스컵 득점왕 1회 수상 (1967)
- 1967년 발롱도르 수상